# Visionary (Album)
Visionary ist das siebzehnte Studioalbum der deutschen Progressive-Rock- und Artrock-Band Eloy. Das Konzeptalbum erschien am 20. November 2009 unter dem Musiklabel Artist Station.
Ursprünglich wollte Eloy das 1998 erschienene Album Ocean 2 – The Answer als Abschiedsalbum herausgeben und sich danach offiziell aufzulösen, doch nach dem großen Zuspruch von Fans aus der ganzen Welt entschied sich Frank Bornemann, die Band schließlich weiterzuführen.

## Entstehungsgeschichte
Mit diesem Album kehrte Hannes Folberth an den Keyboards zur Stammbesetzung von Eloy zurück, der bereits auf den Alben von 1980 (Colours) bis 1984 (Metromania) mitwirkte. Die Titel für Visionary wurden von Dezember 2008 bis Juli 2009 in Bornemanns Horus Sound Studio in Hannover aufgenommen. Zusätzliche Schlagzeugparts spielte Bodo Schopf in seinem Homestudio in Stuttgart ein und die Orchester-Aufnahmen wurden im Studio Hitman Productions Hannover eingespielt. Das Album wurde von Frank Bornemann, Arne Neurand, Benjamin Schäfer und Timo Soist abgemischt, und das Mastering erfolgte durch Michael Krzizek und Hendrik Pauler im Hours Sound Studio.
Das Coverart des Albums stammt vom Hannoveraner Künstler Michael Narten gestaltet, der auch schon das Motiv für das Album Ra von 1988 und spätere Alben lieferte.

## Besetzung
- Frank Bornemann: E-Gitarre, Gitarre, Gesang
- Michael Gerlach: Keyboards
- Hannes Folberth: Keyboards
- Klaus-Peter Matziol: E-Bass
- Bodo Schopf: Schlagzeug, Perkussion

### Gastmusiker
- Anke Renner: Gesang (2, 4, 5, 6)
- Tina Lux: Gesang (2, 4, 6)
- Volker Kuinke:  Querflöte (1, 2)
- Christoph Littmann: – Keyboards, Orchester (5)
- Stephan Emig: Perkussion (4, 6)

### Technik
- Produktion: Frank Bornemann
- Tontechnik: Arne Neurand, Benjamin Schäfer, Timo Soist
- Mastering: Michael Krzizek, Hendrik Pauler

## Titelliste
Die Titel wurden von Frank Bornemann geschrieben.
1. The Refuge – 4:54
2. The Secret – 7:45
3. Age of Insanity – 7:56
4. The Challenge (Time to Turn, Part 2) – 6:44
5. Summernight Symphony – 4:22
6. Mystery (The Secret, Part 2) – 9:00
7. Thoughts – 1:22